# Ugo D'Alessio
Ugo D'Alessio (Naples, 26 août 1909 - Naples, 16 février 1979) est un acteur italien actif de 1947 à 1978.

## Filmographie partielle
- 1947 : Malaspina (it) d'Armando Fizzarotti
- 1948 :
  - Madunnella (it) d'Ernesto Grassi
  - Assunta Spina de Mario Mattoli
- 1951 : Cento piccole mamme (it) de Giulio Morelli
- 1952 : 
  - Les Coupables (Processo alla città) de Luigi Zampa
  - Rosalba, la fanciulla di Pompei (it) de Natale Montillo (it)
- 1954 : 
  - Amours d'une moitié de siècle (Amori di mezzo secolo) de Roberto Rossellini
  - Où est la liberté ? (Dov'è la libertà ?) de Roberto Rossellini
  - Il medico dei pazzi de Mario Mattoli
- 1958 : La sposa (it) de Natale Montillo (it) et Edmondo Lozzi
- 1960 : Je cherche une maman (Appuntamento a Ischia) de Mario Mattoli
- 1961 : 
  - Totò l'Embrouille (Totòtruffa 62) de Camillo Mastrocinque
  - Traqués par la Gestapo (L'oro di Roma) de Carlo Lizzani
- 1968 : 
  - Caprice à l'italienne(Capriccio all'italiana)  de Steno
  - La Mafia fait la loi (Il giorno della civetta) de Damiano Damiani
- 1972 : 
  - Les Aventures de Pinocchio de Luigi Comencini
  - Les Tueurs à gages de Pasquale Squitieri
  - La Longue Nuit de l'exorcisme de Lucio Fulci
- 1974 : Pain et Chocolat de Franco Brusati
- 1975 : Una sera c'incontrammo de Piero Schivazappa
- 1977 : L'Emmurée vivante (Sette note in nero) de Lucio Fulci